# Genius
Genius – przedsiębiorstwo elektroniczne produkujące urządzenia peryferyjne do komputerów (myszki, klawiatury, tablety), założone w 1983 roku na Tajwanie. Genius zatrudnia około czterech tysięcy pracowników na całym świecie. Dochód ze sprzedaży wyniósł 353 miliony USD w roku 2005, 424 miliony w roku 2006.